# Proclossiana subargentata
Proclossiana subargentata är en fjärilsart som beskrevs av Petersen 1947. Proclossiana subargentata ingår i släktet Proclossiana och familjen praktfjärilar. Inga underarter finns listade i Catalogue of Life.